# Hănțești, Galați
Hănțești este un sat în comuna Buciumeni din județul Galați, Moldova, România.

## Personalități
- Smaranda Brăescu - prima femeie parașutist din România n. 21 mai 1897, Hănțești - d.2 februarie 1948, Cluj;
- Constantin Ionel Călin (1944 - 2012), interpret de muzică de petrecere.